# Сендайський метрополітен
Сендайський метрополітен (яп. 仙台市地下鉄) — система ліній метро в японському місті Сендай. У системі використовуються чотиривагонні потяги що живляться від повітряної контактної мережі. На лініях використана різна ширина колії: «Намбоку» — 1067 мм, «Тозаї» — 1435 мм.

## Історія
Будівництво метрополітену в місті почалося у 1983 році. Початкова ділянка відкрита у 1987 році (Лінія Намбоку) складалася з 16 станцій та 13,6 км, розширення лінії на 1 станцію сталося 15 липня 1992 року. Друга лінія з 13 станцій відкрилася 6 грудня 2015 року.

## Лінії
- Лінія 1 «Намбоку» (зелена) — переважно підземна, 17 станцій (14 підземних) та 14,8 км.
- Лінія 2 «Тозаї» (блакитна) — переважно підземна з двома метромостами через річки, 13 підземних станцій та 13,9 км.

## Режим роботи
Метрополітен працює з 5:45 до 23:45. Інтервал руху 4-6 хвилин.

## Галерея

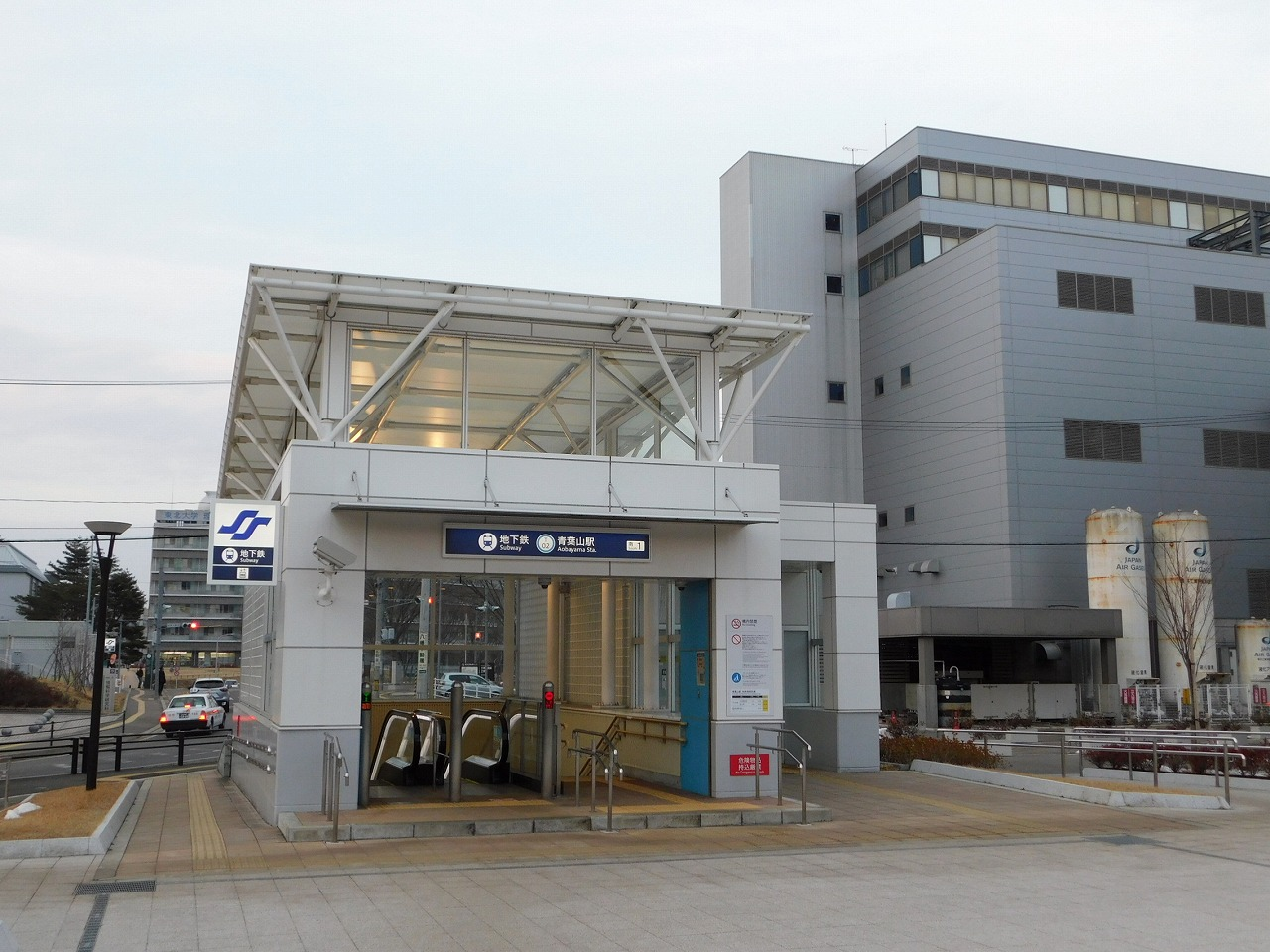
Вихід зі станції «Aobayama»
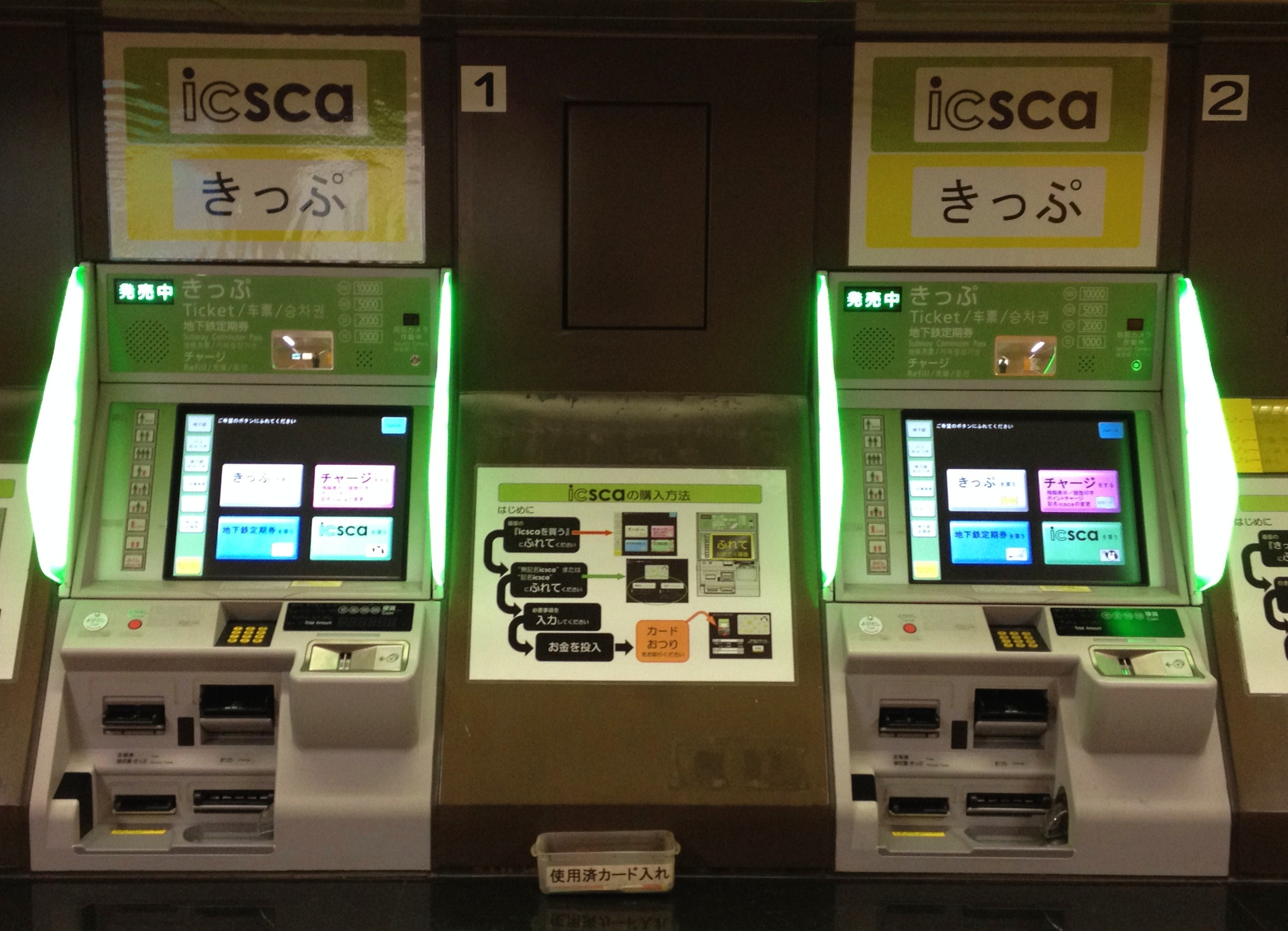
Квиткові автомати
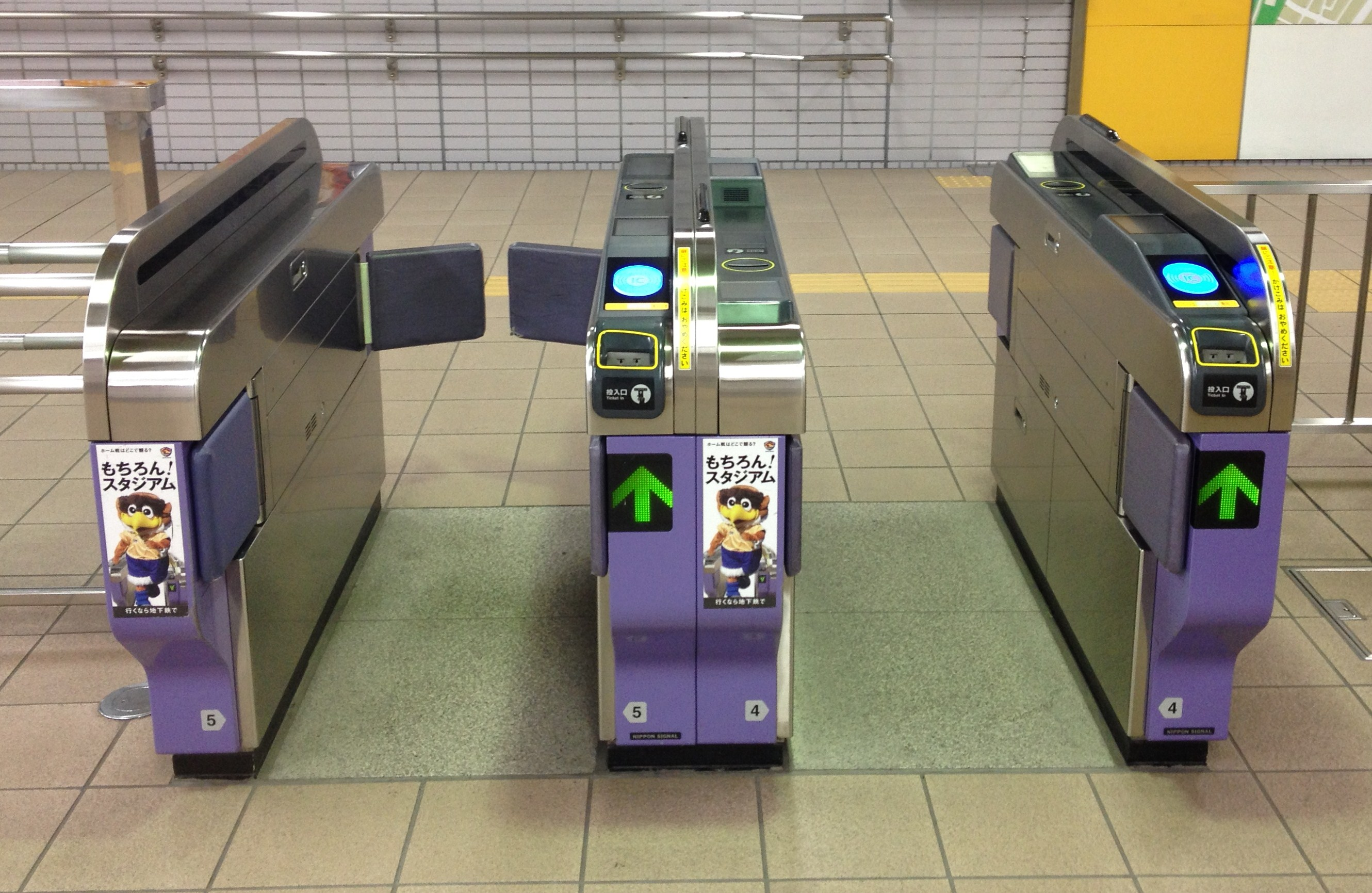
Турнікети на станції «Izumi-Chuo»
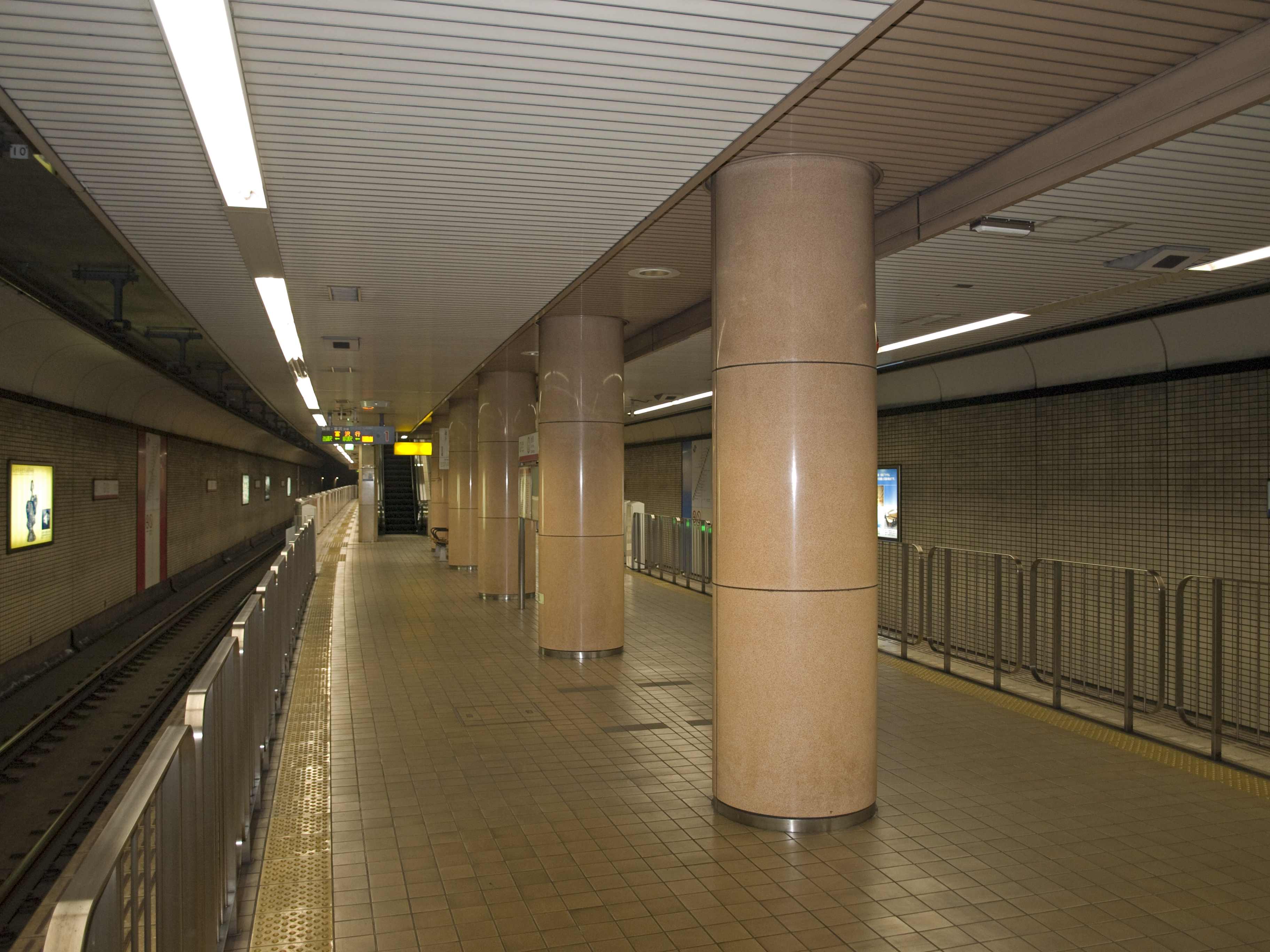
Платформа станції «Dainohara»
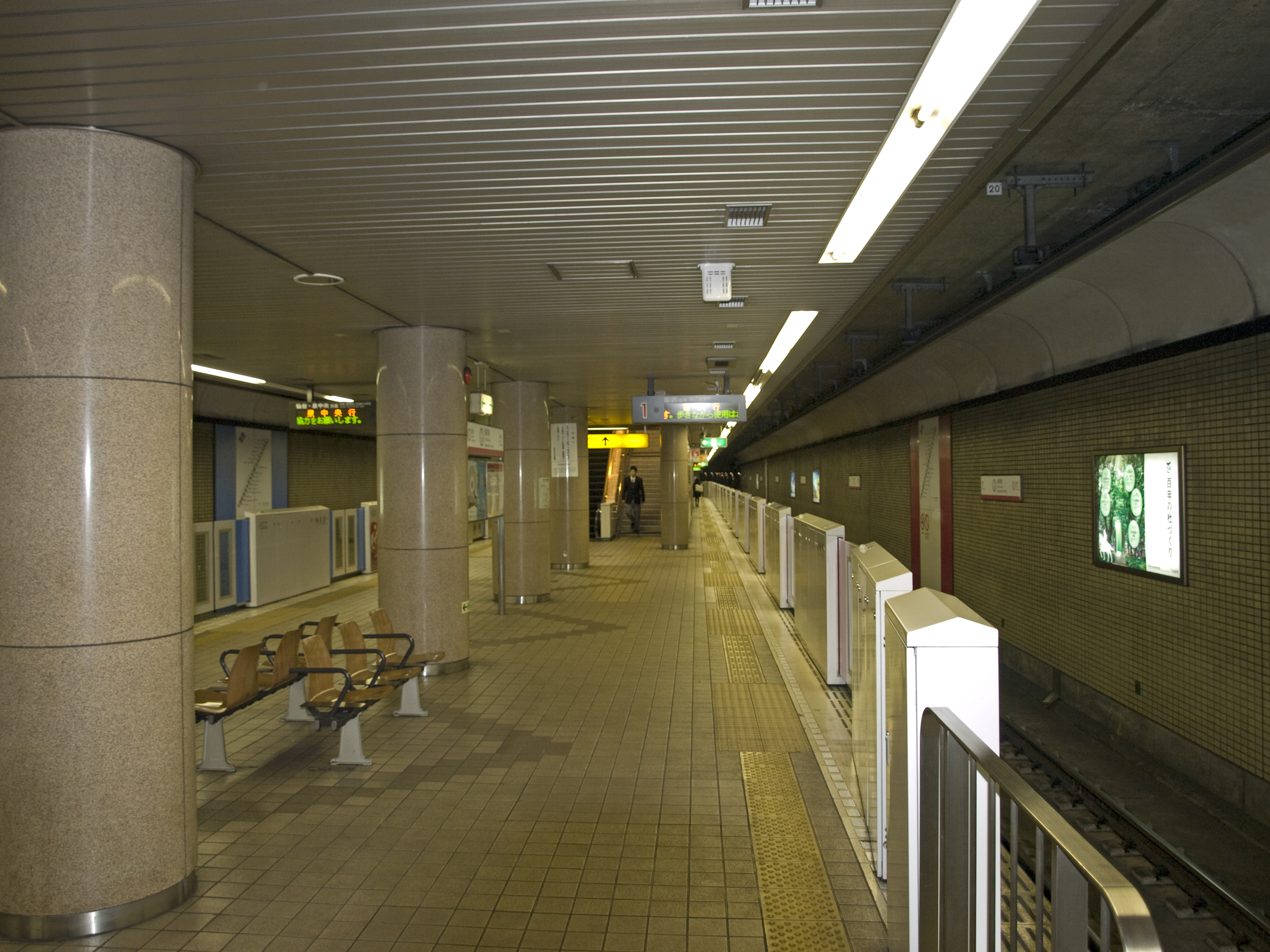
Платформа станції «Nagamachi-Minami»
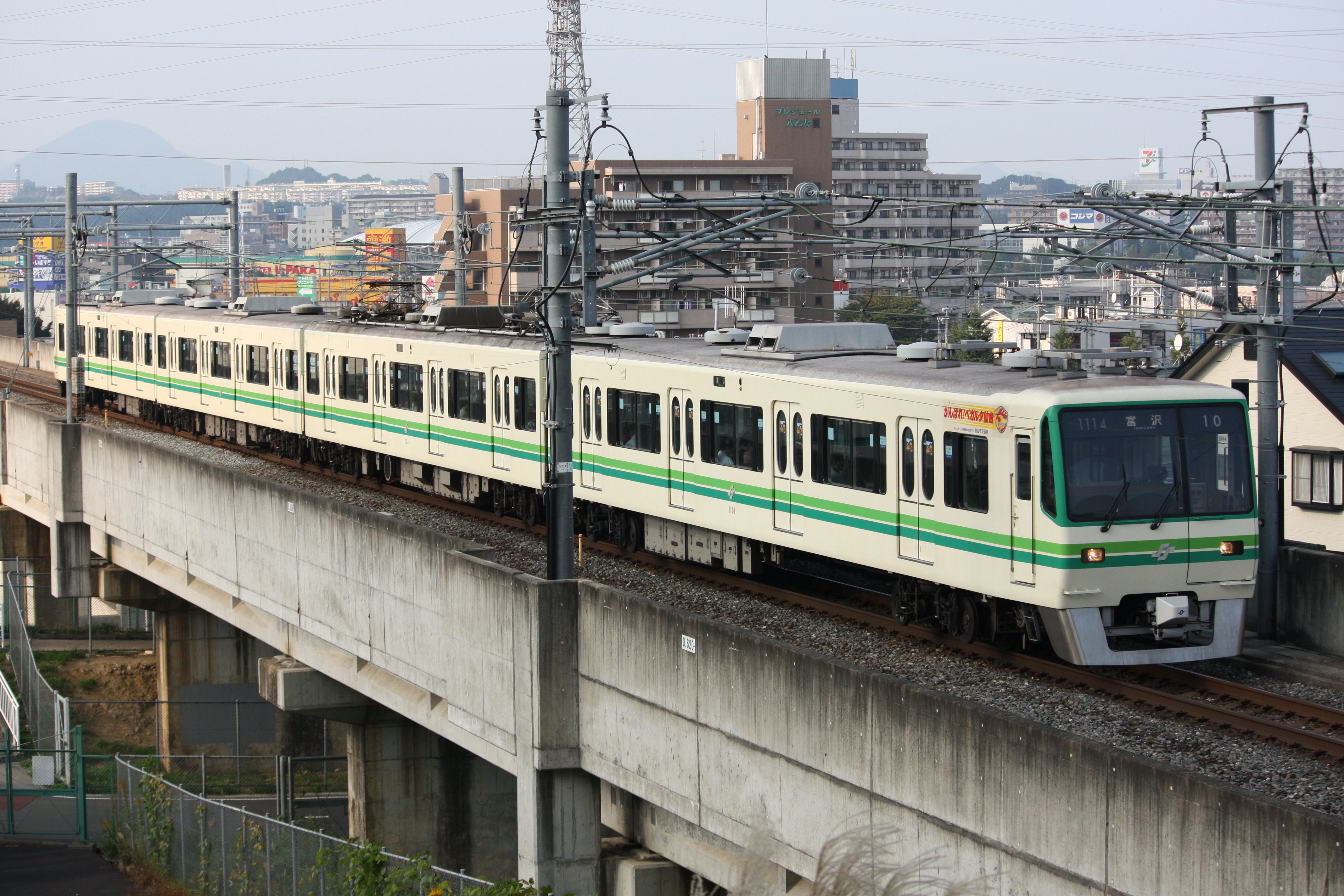
Потяг на наземній ділянці, Лінія «Намбоку»
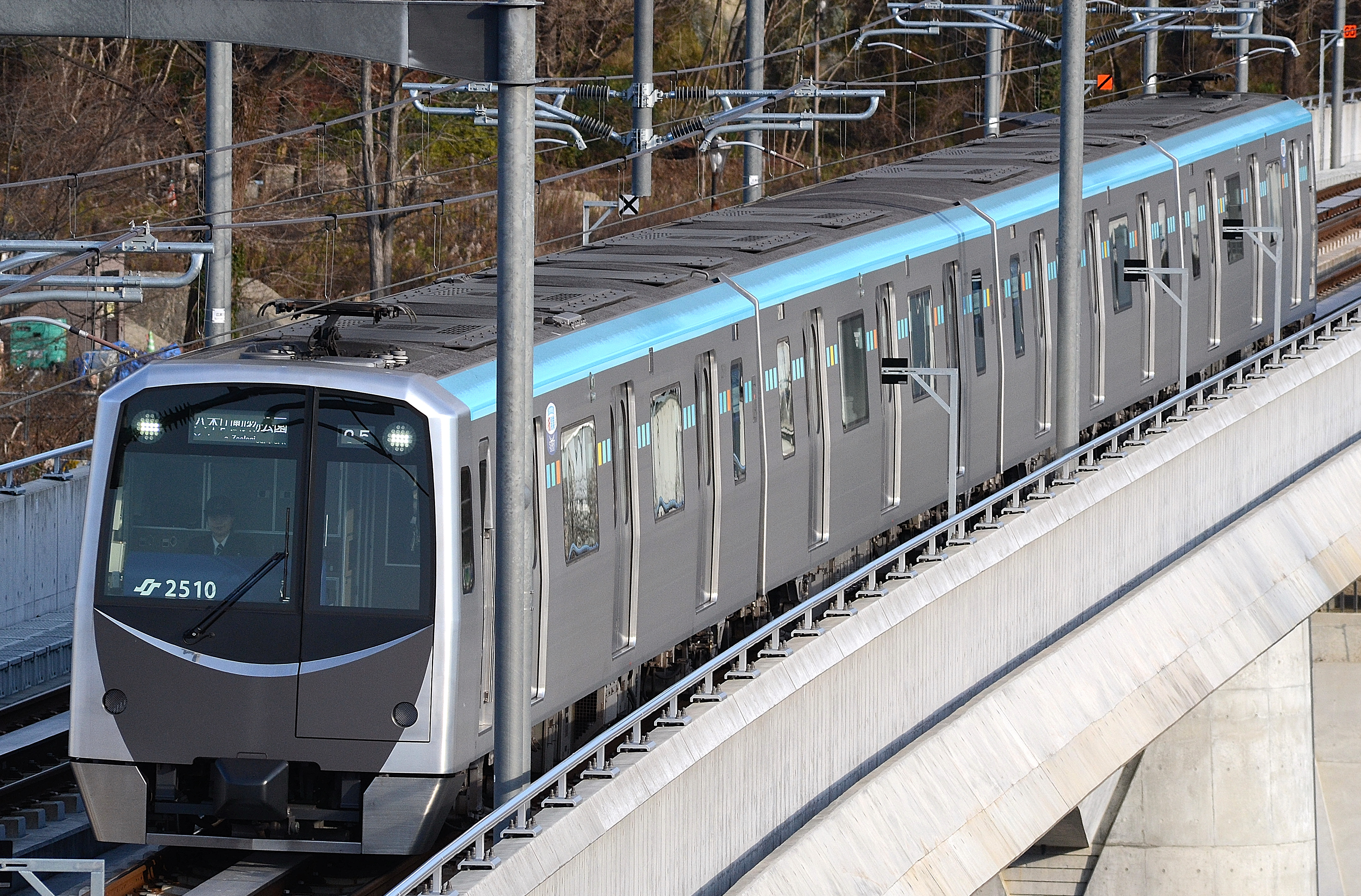
Потяг на метромосту, Лінія «Тозаї»
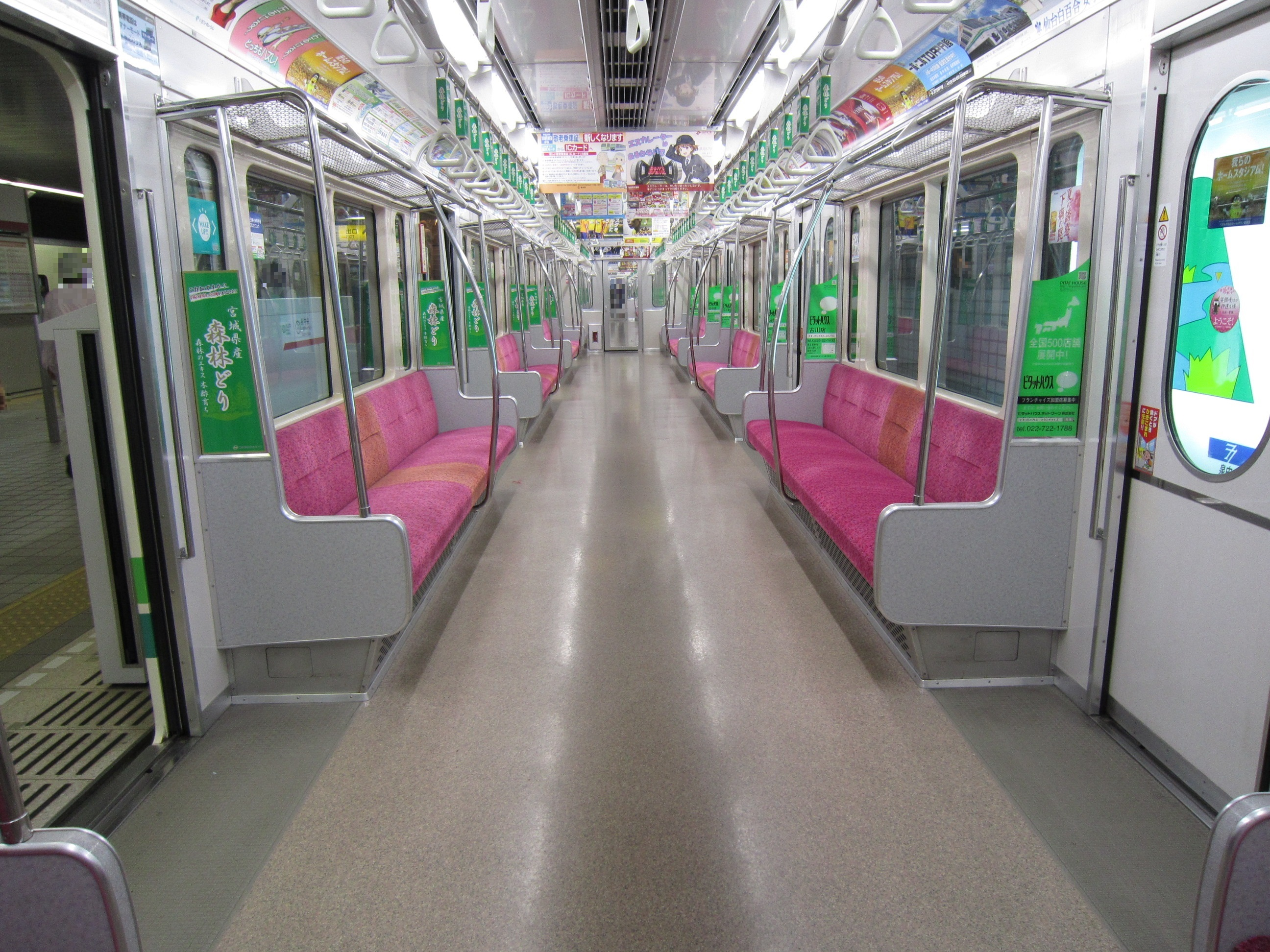
Всередині вагона, серія 1000